# Samuel L. Jackson

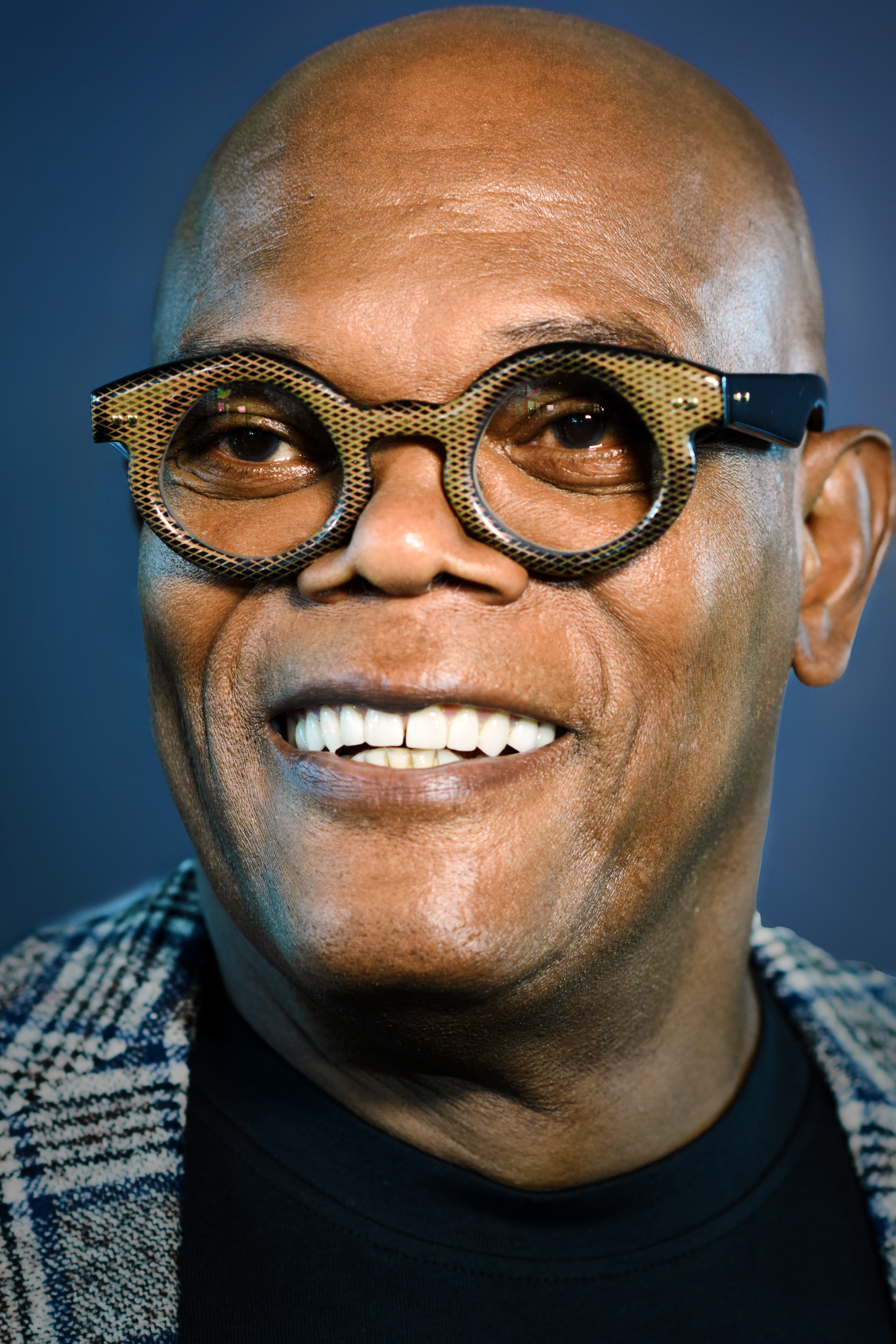
Samuel L. Jackson (2022)

Samuel Leroy Jackson (* 21. Dezember 1948 in Washington, D.C.) ist ein US-amerikanischer Schauspieler und Filmproduzent, der seine ersten Erfolge als Darsteller des New Black Cinema verzeichnete. Seinen internationalen Durchbruch feierte er mit seiner Rolle in Quentin Tarantinos Kultfilm Pulp Fiction, für die er auch eine Oscar-Nominierung erhielt. Seitdem ist er regelmäßig in namhaften Hollywoodproduktionen zu sehen. 2022 wurde ihm der Ehrenoscar verliehen.

## Leben und Karriere

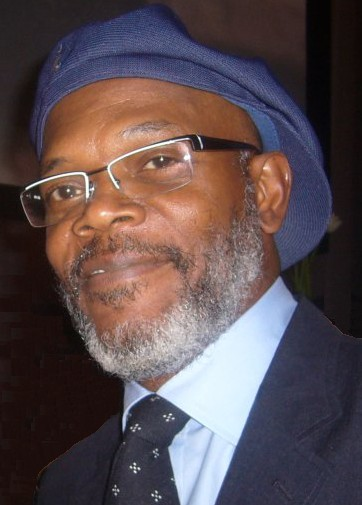
Samuel L. Jackson (2006)

Jackson wuchs in Tennessee in einem Haushalt mit Mutter, Tante und den Großeltern auf. Seine Tante, berichtete Jackson 2016 in einem Interview mit der FAZ, sei dafür verantwortlich, dass er Schauspieler wurde: „Sie war Lehrerin und unterrichtete unter anderem Schauspiel. Immer wenn sie etwas inszenierte, fehlten ihr Jungs. Also griff sie auf mich zurück. Sie war es, die mich zum Lesen animierte, die mir das Tanzen beibrachte, die mich Dialoge auswendig lernen ließ, die mich in seltsame Kostüme steckte. Mir machte das enormen Spaß.“ Dennoch studierte er am College zunächst Meeresbiologie, bis er einen Kurs über öffentliches Reden belegte: „Der Dozent inszenierte Die Dreigroschenoper und brauchte noch Jungs – und seither mache ich das.“ Während seiner Kindheit galt sein ganzes Interesse der Musik. Er war lange Zeit Mitglied im Schulorchester und wollte ursprünglich Trompeter werden. Später wechselte er jedoch in die Theatergruppe, da ihm sein Arzt die Schauspielerei als Heilmittel gegen sein Stottern empfohlen hatte.
Jackson besuchte das Morehouse College in Atlanta. Im Zuge der Bürgerrechtsbewegung und nach der Ermordung von Martin Luther King jr. wurde er für zwei Jahre suspendiert, nachdem er und einige Mitstudenten Reformen des Schulcurriculums hatten erzwingen wollen und dafür Mitglieder des Kuratoriums auf dem Campus als Geiseln festhielten. Er gehörte der Black-Power-Organisation an. Nach dem Abschluss in Theaterwissenschaften 1972 war er kurze Zeit später unter anderem in den Stücken Home, The District Line und Mutter Courage und ihre Kinder zu sehen. Im Anschluss an sein Filmdebüt in Together for Days folgten Kurzauftritte in Miloš Formans Ragtime, Onkel Toms Hütte, Der Prinz aus Zamunda mit Eddie Murphy und Do the Right Thing von und mit Spike Lee, mit dem er insgesamt viermal zusammenarbeitete. Später gab er zu, während dieser Zeit große Drogenprobleme gehabt zu haben. Seit einem Aufenthalt in einer Entzugsklinik 1991 ist er clean.
Anfang der 1990er spielte Jackson Nebenrollen in GoodFellas – Drei Jahrzehnte in der Mafia und Die Stunde der Patrioten mit Harrison Ford. Mit Rollen in der Lethal Weapon-Parodie Loaded Weapon 1 und Jurassic Park machte er auf sich aufmerksam. 1993 spielte er in True Romance, dessen Drehbuch von Quentin Tarantino stammt, einen Dealer, der am Anfang erschossen wird. Tarantino besetzte ihn ein Jahr später für seinen Kultfilm Pulp Fiction. Seine Darstellung des Killers Jules verhalf Jackson mit 46 Jahren und nach über 20 Jahren im Geschäft endgültig zum Durchbruch und brachte ihm unter anderem eine Golden-Globe- und eine Oscar-Nominierung in der Kategorie Bester Nebendarsteller ein. Jackson gehört seitdem zu jenen Schauspielern, mit denen Tarantino wiederholt zusammengearbeitet hat. So spielte er in Jackie Brown, Kill Bill – Volume 2, Django Unchained und The Hateful Eight Haupt- und Nebenrollen und trat in Inglourious Basterds als Erzähler in Erscheinung.

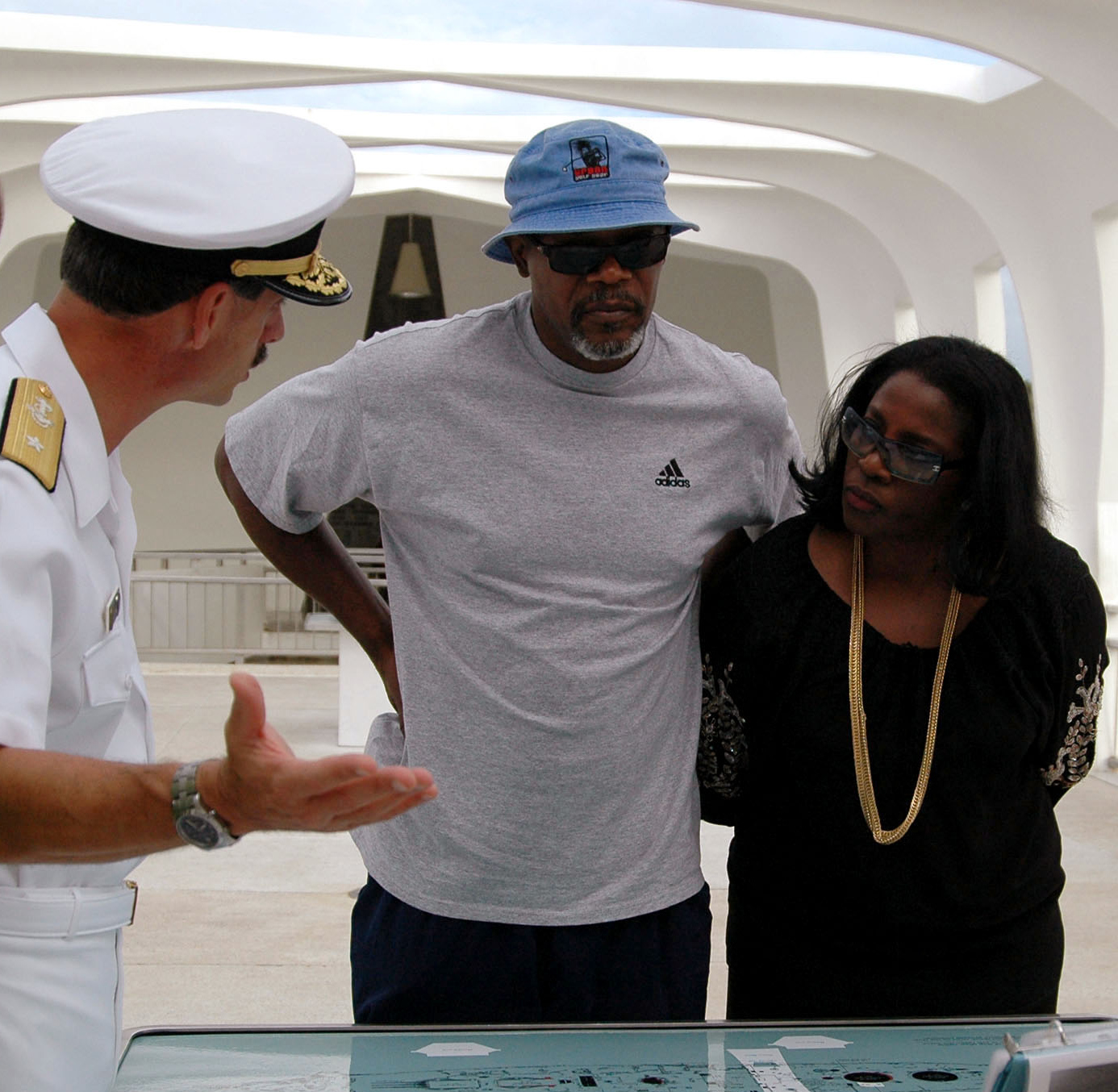
Jackson mit seiner Frau LaTanya Richardson während einer Tour mit der US Navy in Pearl Harbor, 2005

1995 war Jackson als Bruce Willis’ Partner in Stirb langsam: Jetzt erst recht, ein Jahr später in Die Jury mit Sandra Bullock und Tödliche Weihnachten mit Geena Davis zu sehen. Ende der 1990er übernahm er Rollen in Tarantinos Jackie Brown mit Robert De Niro, Sphere – Die Macht aus dem All mit Dustin Hoffman, Deep Blue Sea mit LL Cool J und Verhandlungssache mit Kevin Spacey. Einer seiner größten Träume erfüllte sich, als er 1997 von George Lucas eine Rolle in Star Wars: Episode I – Die dunkle Bedrohung angeboten bekam. Ein Jahr zuvor hatte er diesen Wunsch in der britischen Talkshow TFI Friday geäußert. Sein Charakter Mace Windu ist einer der zentralen Charaktere der Prequel-Trilogie von Star-Wars. Eine wichtige Rolle als Violinensachverständiger verkörperte er in dem Filmdrama Die rote Violine (1998), das für die Originalmusik von John Corigliano mit einem Oscar ausgezeichnet wurde.
In den Comicverfilmungen des Marvel Cinematic Universe übernahm Jackson seit 2008 in mehreren Filmen sowie in der Fernsehserie Marvel’s Agents of S.H.I.E.L.D. die Rolle des S.H.I.E.L.D.-Anführers Nick Fury. 2023 übernahm er diese Rolle erneut in der Serie Secret Invasion.
Daneben trat er in dem Film Jumper (2008) in der Rolle des Paladin Roland auf. Außerdem lieh er dem Superhelden Frozone in Die Unglaublichen – The Incredibles und 2004 der Figur des Officer Frank Tenpenny in dem Videospiel Grand Theft Auto: San Andreas seine Stimme.
2020 wurde er in Gabun vom König des Stammes der Benga, allen Stammesführern und dem Volk selber in einer großen Zeremonie in den Stamm seiner Vorfahren aufgenommen und darf seither den Namen „Nyeteti“ tragen, was „der Stern“ heißt. Seine Vorfahren wurden einst aus diesem Stamm als Sklaven verschleppt, was durch Genanalysen im Rahmen einer Ahnen-Forschung von seiner Cousine ermittelt wurde. Begleitet wurde die Aufnahme in den Stamm im Rahmen einer sechsteiligen Dokumentation des History Channel über den europäischen Sklavenhandel, deren Moderator er auch war.
Im Jahr 2022 wurde ihm der Ehrenoscar für sein Lebenswerk verliehen.
Seit 1980 ist Jackson mit der Schauspielkollegin LaTanya Richardson verheiratet. Ihre gemeinsame Tochter Zoe Jackson arbeitet als TV-Produzentin von Koch- und Backsendungen (u. a. Top Chef, Sugar Rush).
Während Jackson lange Zeit wechselnde deutsche Synchronsprecher, unter anderem Helmut Krauss (Pulp Fiction), Thomas Petruo und Ronald Nitschke (Jackie Brown, True Romance), hatte, wird er mittlerweile meistens von Engelbert von Nordhausen synchronisiert. In den Star-Wars-Filmen lieh ihm Helmut Gauß seine Stimme.

## Filmografie

### Schauspieler
- 1972: Together for Days
- 1977: The Displaced Person (Fernsehfilm)
- 1978: The Trial of the Moke (Fernsehfilm)
- 1981: Ragtime
- 1986: Spenser (Fernsehserie, Folge White Knight)
- 1987: Onkel Toms Hütte (Uncle Tom’s Cabin, Fernsehfilm)
- 1987: Magic Sticks
- 1987: Eddie Murphy Raw (Fernsehfilm)
- 1988: School Daze
- 1988: Der Prinz aus Zamunda (Coming to America)
- 1989: Dead Man Out (Fernsehfilm)
- 1989: Hawk (A Man Called Hawk, Fernsehserie, Folge 1×10 Intensive Care)
- 1989: Do the Right Thing
- 1989: The Days and Nights of Molly Dodd (Fernsehserie, Folge 3×07 Always Make Your Bed in the Morning)
- 1989: Sea of Love – Melodie des Todes (Sea of Love)
- 1990: Mord mit System (A Shock to the System)
- 1990: Vampire in New York (Def by Temptation)
- 1990: Familienehre (Betsy’s Wedding)
- 1990: Mo’ Better Blues
- 1990: Der Exorzist III (The Exorcist III)
- 1990: GoodFellas – Drei Jahrzehnte in der Mafia (Goodfellas)
- 1990: The Return of Superfly
- 1991: Law & Order (Fernsehserie, Folge 1×14 The Violence of Summer)
- 1991: Jungle Fever
- 1991: Johnny Suede
- 1991: Roc (Fernsehserie, Folge 1×06 Hearts and Diamonds)
- 1991: Strictly Business
- 1991: Die Rache der Mafia (Dead and Alive: The Race for Gus Farace, Fernsehfilm)
- 1992: Manny und Dan – Leben und Sterben in der Bronx (Jumpin’ at the Boneyard)
- 1992: Juice – City-War (Juice)
- 1992: White Sands – Der große Deal (White Sands)
- 1992: Die Stunde der Patrioten (Patriot Games)
- 1992: Ghostwriter (Fernsehserie, 3 Folgen)
- 1992: Getrennte Wege (Fathers & Sons)
- 1993: The American Experience (Fernsehserie, Folge 5×10 Simple Justice)
- 1993: Loaded Weapon 1
- 1993: Amos & Andrew – Zwei fast perfekte Chaoten (Amos & Andrew)
- 1993: Menace II Society
- 1993: Jurassic Park
- 1993: True Romance
- 1994: Against the Wall (Fernsehfilm)
- 1994: Fresh
- 1994: Julius Caesar Superstar (Hail Caesar)
- 1994: Der steinige Weg zur Gerechtigkeit (Assault at West Point: The Court-Martial of Johnson Whittaker, Fernsehfilm)
- 1994: Pulp Fiction
- 1994: New Age (The New Age)
- 1994: Auf der Suche nach Jimmy Hoyt (The Search for One-eye Jimmy)
- 1995: Die andere Mutter (Losing Isaiah)
- 1995: Kiss of Death
- 1995: Stirb langsam: Jetzt erst recht (Die Hard: With a Vengeance)
- 1996: Last Exit Reno (Sydney)
- 1996: Great White Hype – Eine K.O.Mödie (The Great White Hype)
- 1996: Trees Lounge – Die Bar, in der sich alles dreht (Trees Lounge)
- 1996: Die Jury (A Time to Kill)
- 1996: Tödliche Weihnachten (The Long Kiss Goodnight)
- 1997: 187 – Eine tödliche Zahl (One Eight Seven)
- 1997: Eve’s Bayou
- 1997: Jackie Brown
- 1997: Verhandlungssache (The Negotiator)
- 1998: Sphere – Die Macht aus dem All (Sphere)
- 1998: Out of Sight
- 1998: Die rote Violine (Le violon rouge)
- 1999: Star Wars: Episode I – Die dunkle Bedrohung (Star Wars: Episode I – The Phantom Menace)
- 1999: Deep Blue Sea
- 1999: Forever Hollywood (Dokumentarfilm)
- 2000: Any Given Wednesday
- 2000: Rules – Sekunden der Entscheidung (Rules of Engagement)
- 2000: WWF Smackdown! (Fernsehserie, Folge 1×44)
- 2000: Shaft – Noch Fragen? (Shaft)
- 2000: Unbreakable – Unzerbrechlich (Unbreakable)
- 2001: The Caveman’s Valentine
- 2001: The 51st State
- 2002: The Comeback
- 2002: Spurwechsel (Changing Lanes)
- 2002: Star Wars: Episode II – Angriff der Klonkrieger (Star Wars: Episode II – Attack of the Clones)
- 2002: No Good Deed (The House on Turk Street)
- 2002: xXx – Triple X (xXx)
- 2003: Freedom: A History of Us (Fernsehserie, 5 Folgen)
- 2003: Basic – Hinter jeder Lüge eine Wahrheit (Basic)
- 2003: S.W.A.T. – Die Spezialeinheit (S.W.A.T.)
- 2004: In My Country
- 2004: Twisted – Der erste Verdacht (Twisted)
- 2004: Kill Bill – Volume 2 (Kill Bill: Vol. 2)
- 2004: Die Unglaublichen – The Incredibles (The Incredibles, Stimme für Lucius Best/Frozone)
- 2005: Coach Carter
- 2005: xXx 2 – The Next Level (xXx: State of the Union)
- 2005: Star Wars: Episode III – Die Rache der Sith (Star Wars: Revenge of the Sith)
- 2005: Cool & Fool – Mein Partner mit der großen Schnauze (The Man)
- 2006: Honor Deferred (Fernsehfilm)
- 2006: Das Gesicht der Wahrheit (Freedomland)
- 2006: Snakes on a Plane
- 2006: Black Snake Moan
- 2006: Home of the Brave
- 2007: Afro Samurai (Fernsehfünfteiler, alle Folgen, Stimme für Afro Samurai/Ninja Ninja)
- 2007: Zimmer 1408 (1408)
- 2007: Cleaner
- 2007: The Champ (Resurrecting the Champ)
- 2008: Jumper
- 2008: Iron Man
- 2008: Star Wars: The Clone Wars (Stimme für Mace Windu)
- 2008: Gospel Hill
- 2008: Lakeview Terrace
- 2008: The Spirit
- 2008: Soul Men
- 2009: Mütter und Töchter (Mother and Child)
- 2009: Inglourious Basterds (Stimme für Erzähler)
- 2009: Afro Samurai: Resurrection (Fernsehfilm, Stimme für Afro Samurai/Ninja Ninja)
- 2010: Iron Man 2
- 2010: Unthinkable – Der Preis der Wahrheit (Unthinkable)
- 2010: Die etwas anderen Cops (The Other Guys)
- 2011: The Sunset Limited (Fernsehfilm)
- 2011: Thor
- 2011: Captain America: The First Avenger
- 2011: Arena
- 2012: Der Samariter – Tödliches Finale (The Samaritan)
- 2012: Meeting Evil
- 2012: Marvel’s The Avengers (The Avengers)
- 2012: Django Unchained
- 2013: Oldboy
- 2013: Turbo – Kleine Schnecke, großer Traum (Turbo, Stimme von Bleifuss)
- 2013–2014: Marvel’s Agents of S.H.I.E.L.D. (Fernsehserie)
- 2014: Reasonable Doubt
- 2014: RoboCop
- 2014: The Return of the First Avenger (Captain America: The Winter Soldier)
- 2014: Kite – Engel der Rache (Kite)
- 2014: Big Game – Die Jagd beginnt (Big Game)
- 2014: Kingsman: The Secret Service
- 2015: Avengers: Age of Ultron
- 2015: Secret Agency – Barely Lethal (Barley Lethal)
- 2015: Chi-Raq
- 2015: The Hateful Eight
- 2016: Legend of Tarzan (The Legend of Tarzan)
- 2016: Die Insel der besonderen Kinder (Miss Peregrine’s Home for Peculiar Children)
- 2016: Puls (Cell)
- 2017: xXx: Die Rückkehr des Xander Cage (xXx: Return of Xander Cage)
- 2017: Kong: Skull Island
- 2017: Killer’s Bodyguard (The Hitman’s Bodyguard)
- 2017: Unicorn Store
- 2018: Avengers: Infinity War
- 2018: Die Unglaublichen 2 (Incredibles 2, Stimme für Lucius Best/Frozone)
- 2018: So ist das Leben – Life Itself (Life Itself)
- 2019: Glass
- 2019: Captain Marvel
- 2019: Avengers: Endgame
- 2019: Shaft
- 2019: Spider-Man: Far From Home
- 2019: Star Wars: Der Aufstieg Skywalkers (Star Wars: The Rise of Skywalker, Stimme von Mace Windu)
- 2019: The Last Full Measure
- 2020: The Banker
- 2020: Death to 2020
- 2021: Saw: Spiral (Spiral: From the Book of Saw)
- 2021: Killer’s Bodyguard 2 (The Hitman’s Wife’s Bodyguard)
- 2021, 2023–2024: What If…? (Fernsehserie, 7 Folgen, Stimme)
- 2021: The Protégé – Made for Revenge (The Protégé)
- 2022: Die letzten Tage des Ptolemy Grey (The Last Days of Ptolemy Grey, Fernsehserie)
- 2022: Paws of Fury: The Legend of Hank (Stimme)
- 2023: Secret Invasion (Fernsehserie, 6 Folgen)
- 2023: The Kill Room
- 2023: The Marvels
- 2024: Argylle
- 2024: Garfield – Eine extra Portion Abenteuer (The Garfield Movie, Stimme von Vic)
- 2024: The Piano Lesson
- 2024: The Unholy Trinity
- 2024: Damaged

### Produzent
- 1997: Eve’s Bayou
- 2001: The Caveman’s Valentine
- 2001: The 51st State
- 2007: Cleaner
- 2009: Afro Samurai: Resurrection
- 2012: Der Samariter – Tödliches Finale (The Samaritan)

## Computerspiele

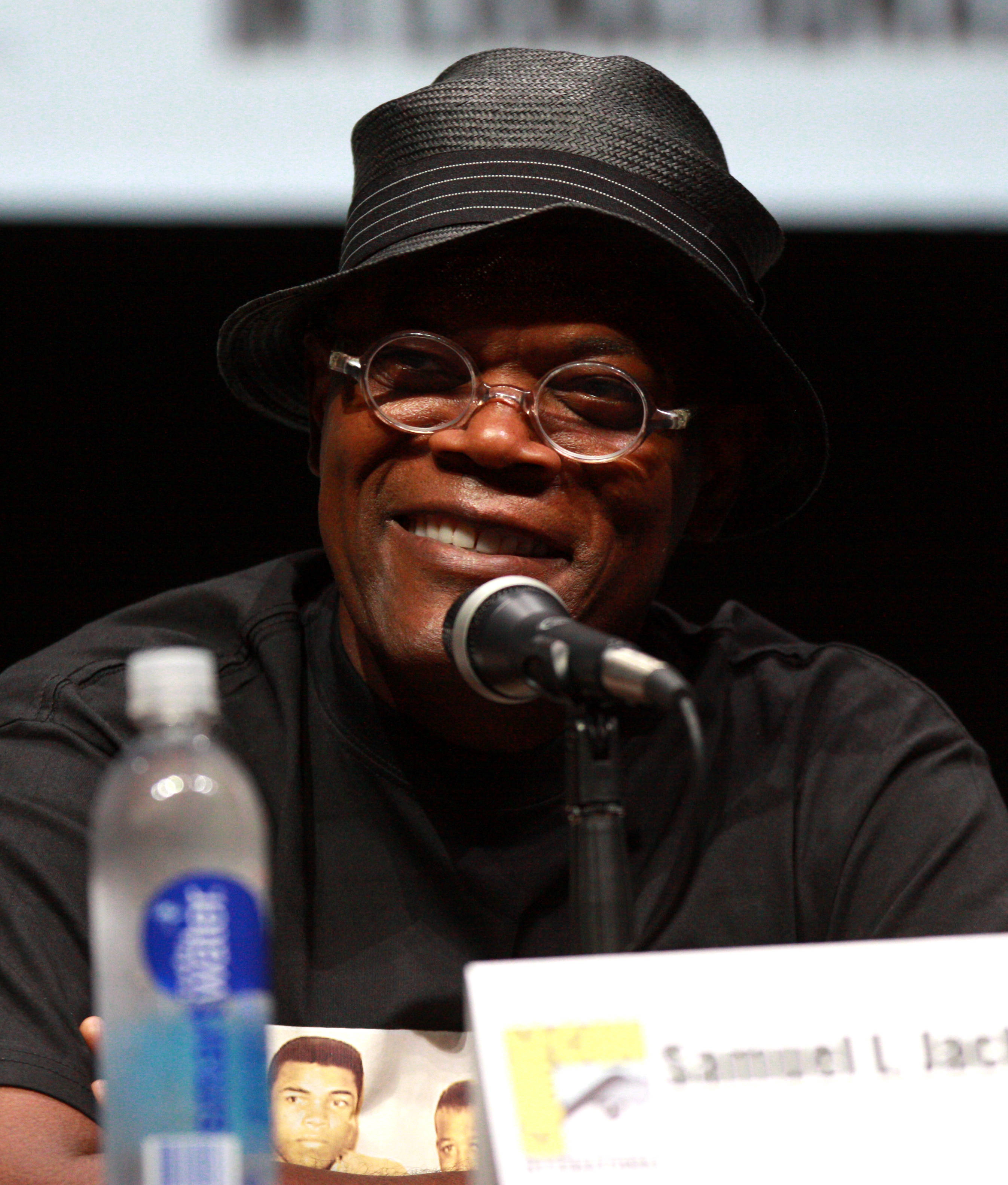
Samuel L. Jackson bei der San Diego Comic-Con International, 2013

- 2004: GTA San Andreas – Stimme von Officer Frank Tenpenny
- 2009: Afro Samurai – Stimme von Afro und Ninja Ninja
- 2013: Heroes of Newerth – als Sprecher

## Hörbücher
- 2011: Adam Mansbach: Go the Fuck to Sleep, BRILLIANCE CORP, ISBN 978-1-4558-4165-3
- 2014: Chester Himes: A Rage in Harlem, BRILLIANCE CORP, ISBN 978-1-4915-1908-0

## Auszeichnungen und Nominierungen
- 1991: Preis als bester Nebendarsteller bei den Internationalen Filmfestspielen von Cannes 1991 für Jungle Fever
- 1995: Oscar-Nominierung als bester Nebendarsteller für Pulp Fiction
- 1995: Golden-Globe-Nominierung als bester Nebendarsteller für Pulp Fiction
- 1997: Golden-Globe-Nominierung als bester Nebendarsteller für Die Jury
- 1998: Silberner Bär bei der Berlinale 1998 als bester Darsteller für Jackie Brown
- 2005: Image Award als bester Hauptdarsteller für Coach Carter
- 2006: Bambi in der Kategorie Film International
- 2011: Image Award als bester Nebendarsteller für Mütter und Töchter
- 2022: Ehrenoscar für sein Lebenswerk